# Bruno Gröning
Bruno Gröning (* 31. Mai 1906 in Oliva, Kreis Danziger Höhe, als Bruno Bernhard Grönkowski; † 26. Januar 1959 in Paris) hielt in den 1950er Jahren in der Bundesrepublik Deutschland zahlreiche Vorträge über Geistheilung und wurde von seinen Anhängern als „Wunderheiler“ angesehen. Er behauptete, einen von Gott gesandten „Heilstrom“ an Kranke weiterzuleiten.
Gröning rief in seinen Vorträgen zur „Großen Umkehr“, einer Abkehr von Wissenschaftlichkeit und der Zuwendung zum Glauben, insbesondere im medizinischen Kontext, auf. Mehrmals geriet Gröning mit dem Heilpraktikergesetz in Konflikt und wurde in diesem Zusammenhang wegen fahrlässiger Tötung angeklagt. Das Verfahren wurde wegen seines Todes eingestellt.
Die sich auf Gröning berufenden Gruppen werden von Kritikern, insbesondere aus dem Bereich der katholischen und evangelischen Kirchen, als Sekte beurteilt.

## Leben

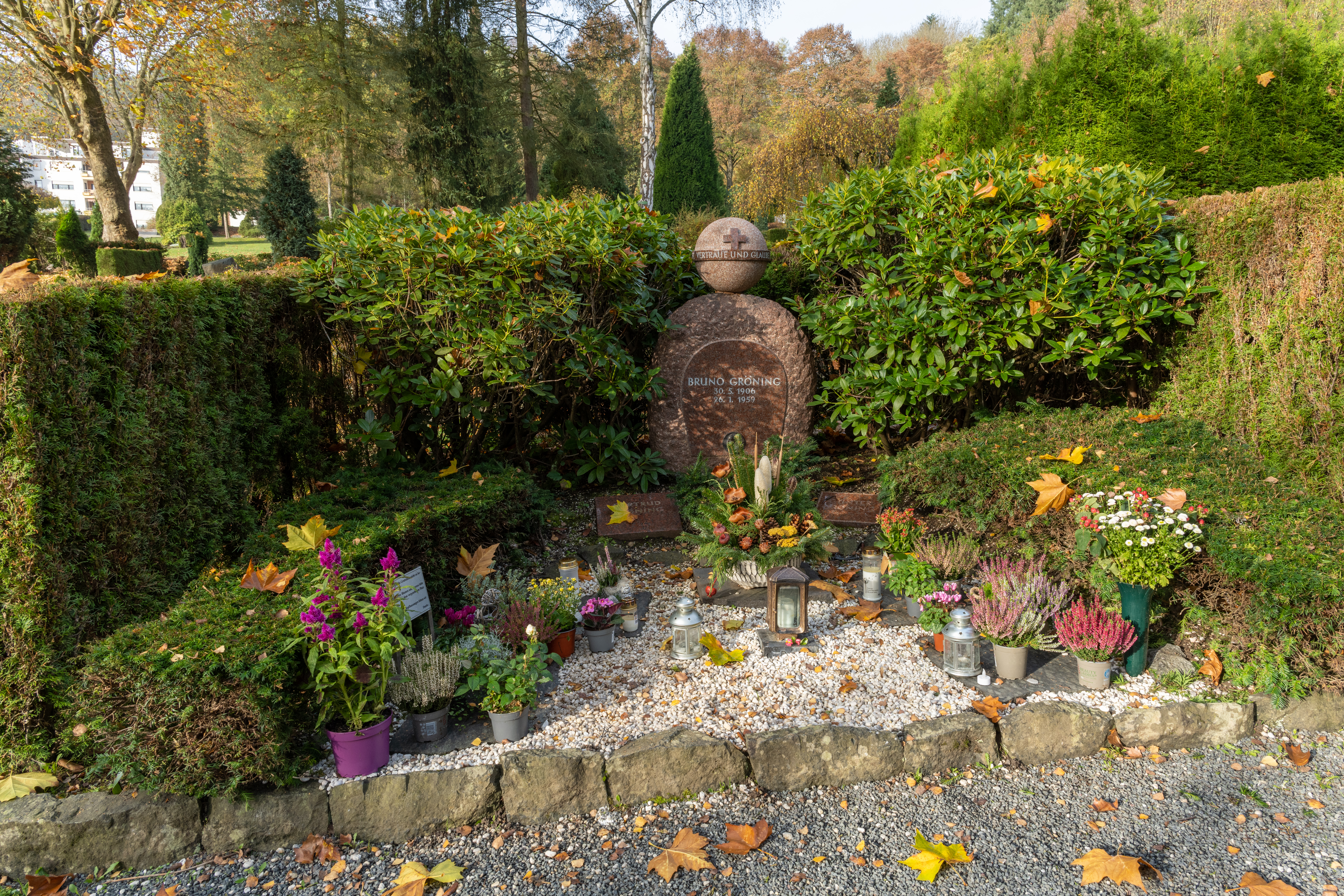
Grönings Grab in Dillenburg

Bruno Grönkowski kam als viertes von sieben Kindern zur Welt. Den Namen Gröning nahm er 1936 an. Er stammte aus einfachen Verhältnissen; seine Eltern wurden als „strenggläubig-katholisch“ beschrieben. Nach fünf Jahren Volksschule begann er mehrere Ausbildungen, die er nicht beendete. Er arbeitete dann unter anderem als Bauarbeiter, Tischler und Zimmermann.
1927 heiratete Grönkowski Gertrud Cohn. 1930 wurde sein Sohn Harald geboren. Zum 1. November 1932 trat Gröning der NSDAP bei (Mitgliedsnummer 1.392.070). 1936 änderte die Familie – vermutlich aufgrund der steigenden Polenfeindlichkeit in Danzig – ihren Namen von Grönkowski zu Gröning. Grönings erstes Kind Harald starb 1939 wegen eines Herzklappenfehlers. Sein zweites Kind Günther wurde 1940 geboren und starb 1949 an Brustfellentzündung.
Gröning wurde 1943 in die Wehrmacht eingezogen, in Kolberg zum Panzerjäger ausgebildet und leistete anschließend Kriegsdienst an der Ostfront. Anfang 1945 erhielt er den Einsatzbefehl. Er geriet während der Schlacht um Ostpreußen bei Köslin in sowjetische Kriegsgefangenschaft und wurde nach einem halben Jahr entlassen.
Anschließend lebte er mit seiner Familie in Westdeutschland (zunächst im hessischen Dillenburg). Er versuchte sich dort in verschiedenen Berufen erneut vergeblich und begann ab Ende der 1940er Jahre, öffentlich als „Heiler“ aufzutreten. Nach der Scheidung von seiner ersten Frau heiratete er am 25. Juni 1955 in Plochingen seine Sekretärin Josette Dufossé. Seitdem lebte er im Stadtteil Stumpenhof in Plochingen. Hier hatte ein Bekannter ihm ein Haus überlassen. Er lebte dort mit seiner Frau bis zum November 1958. 
Der Spiegel schrieb im Nachruf: „Er kurpfuschte monatelang an sich selber herum, fuhr im November 1958 nach Paris und stellte sich den Ärzten. Er starb am 25. Januar 1959 unter dem Skalpell eines französischen Chirurgen.“
Nach der Einäscherung wurde seine Urne auf einem Friedhof in Dillenburg beigesetzt.

## Öffentliches Auftreten
In den Jahren nach dem Zweiten Weltkrieg gaben etliche Personen an, durch Gröning geheilt worden zu sein. Nach einem Pressebericht über einen angeblichen Erfolg im März 1949 strömten tausende Heilungssuchende zum „Heiler“ nach Herford in Westfalen.
Gröning behauptete stets, es gäbe einen „Heilstrom“; eine „durch ihn strömende göttliche Kraft“. Er behauptete, sein unübersehbarer Kropf sei eine „Schwellung durch ebendiese Kraft“. Die Betroffenen (überwiegend Frauen, viele ältere Menschen) suchten Heilung durch persönlichen Kontakt zu Gröning, durch Teilnahme an dessen Massenversammlungen und/oder durch Anwendung eines von Gröning übersandten Gegenstandes (meist eine Kugel aus Stanniol-Papier, s. u.). Seine Anhänger sagten der Anwesenheit an einer zuvor bekanntgemachten Örtlichkeit, auf die Gröning angeblich aus der Ferne gezielte „Heilwellen“ richtete, helfende Wirkungen nach oder einfach der gedanklichen Konzentration des Kranken auf Gröning.
Die „Gröningkugeln“, eigroße Kugeln aus Stanniolpapier, die auf Versammlungen verteilt oder verkauft wurden, handelte man in München zeitweise auf dem Schwarzmarkt. Grönings zeitweiliger Manager Otto Meckelburg sagte,  die Kugeln enthielten Haare, Blutstropfen oder Fußnägel von Gröning; laut einer anderen Quelle hatte Gröning sie „besprochen“.
Ab 1949 gab es eine große Anhängerschaft, die Gröning als Wunderheiler ansah. In den Ermittlungsakten der bayerischen Landesregierung sind Grönings Fallberichte zu Heilungen oder Besserungen von chronischen Schmerzen, wie etwa Neuralgien und Asthma, zu finden.
Andererseits wurden gesundheitliche Schäden berichtet, nämlich bei einer Patientin, die im Vertrauen auf Gröning ihr Insulin abgesetzt hatte.
Noch 1949 verbot die Stadtverwaltung von Herford Gröning seine Tätigkeit, kurz darauf auch die nordrhein-westfälische Landesregierung. Er wich daraufhin ins Gestüt Traberhof bei Rosenheim und später nach Mittenwald aus, wo man ihn zunächst gewähren ließ. Bis zu 15.000 Menschen suchten den Traberhof auf. 
Die Münchner Illustrierte Revue veröffentlichte damals eine sensationell aufgemachte Reportageserie, was die Auflage von 100.000 auf fast 400.000 Stück wöchentlich ansteigen ließ.
Gröning lehnte es zeitweise ab, sich für seine Tätigkeit bezahlen zu lassen. Er erhielt zahlreiche und in der Summe erhebliche Geldspenden. Laut einem Medienbericht öffneten zeitweise mehrere Helfer die täglich per Brief ankommenden Geldsendungen. 
Spätestens ab 1950 musste für Grönings Anwesenheit bezahlt werden. Im Juni 1950 wurde in einem Polizeiprotokoll festgehalten, Heilungssuchende hätten an den Verband zur Erforschung Gröningscher Heilmethoden zwischen 25 und 2500 DM pro Kopf zahlen müssen. Bei zwei Massenveranstaltungen habe jeder Teilnehmer bis zu 300 DM zahlen müssen. Ein Journalist berichtete 1950 über kurze Gruppensitzungen mit Gröning und bis zu 100 Teilnehmern, die je 10 DM Eintritt zahlten. Der Verbleib des Geldes ist unbekannt. Gröning und seine damaligen Geschäftspartner bezichtigten später einander eines ausschweifenden Lebensstils; man habe „richtige Orgien gefeiert“ (Meckelburg). Bis 1950 seien ohne geregelte Buchführung mehr als 100.000 DM eingenommen worden. Gröning behauptete stets, davon nichts gewusst zu haben.

## Gerichtliche Verfahren
Durch seine Tätigkeit geriet Gröning mehrfach mit dem Heilpraktikergesetz in Konflikt, da er keine entsprechende Zulassung hatte (als Heilpraktiker verstand er sich nie). Beim ersten Prozess 1951/52 wurde er vom Vorwurf freigesprochen, schuldhaft gegen das Heilpraktikergesetz verstoßen zu haben, die weitere Tätigkeit als Heiler wurde ihm jedoch untersagt. Gröning beantragte daraufhin die Zulassung als Heilpraktiker, was am 12. August 1953 „wegen fehlender Eignung“ abgelehnt wurde.
Gröning verlegte sich danach auf „Vortragsreisen“ durch bayerische und süddeutsche Orte und berief sich auf die im Artikel 4 des Grundgesetzes garantierte Religionsfreiheit: Seine Vorträge seien keine „Behandlung“ im Sinne des Heilpraktikergesetzes. Tatsächlich wurden aber laut Ankündigungstext „Heilwellen“ an das Auditorium gesendet und Abbildungen, Kugeln und Stanniolplättchen verteilt oder verkauft. Veranstalter waren meist niedergelassene Heilpraktiker oder neu gegründete örtliche Gemeinschaften.
1955 wurde Gröning erneut wegen Verstößen gegen das Heilpraktikergesetz angeklagt; außerdem wurde ihm die fahrlässige Tötung eines 17-jährigen lungenkranken Mädchens im Jahr 1949 zur Last gelegt. Die erste Instanz verurteilte ihn wegen Verstoßes gegen das Heilpraktikergesetz zu 2000 DM Geldstrafe, sprach ihn aber vom Vorwurf der fahrlässigen Tötung frei. Das Landgericht München II verurteilte ihn im Januar 1958 zweitinstanzlich wegen Verstoßes gegen das Heilpraktikergesetz und wegen fahrlässiger Tötung zu einer Gesamtstrafe von acht Monaten auf Bewährung sowie 5000 DM Geldstrafe.
In einem Vortrag am 30. August 1958 beschrieb Gröning, dass er sich missverstanden fühle, er nie Krankheiten behandle und auch nie davon abrate, einen Arzt zu konsultieren. Vielmehr sei das Urteil zu seinen Ungunsten ausgefallen, damit er daran gehindert werde, die Wahrheit zu verbreiten, dass nur Menschen sich selbst „zu ihrem Heil“ bewegen könnten.
Über die von Gröning eingelegte Revision wurde ein Urteil nicht mehr verkündet, weil er am Tag der Verkündung morgens in Paris verstorben war.

## Gemeinschaften um Gröning
- 1953 gründete Gröning den „Gröning-Bund“, von dem er sich allerdings nach wenigen Jahren distanzierte.[28]
- 1958 gründete er daraufhin den Verein zur Förderung seelisch-geistiger und natürlicher Lebensgrundlagen in Deutschland e. V. Dieser Verein besteht bis heute.[29]
- Von diesem Verein spaltete sich 1979 der Bruno Gröning-Freundeskreis ab, der in Deutschland vereinsrechtlich als Kreis für natürliche Lebenshilfe e. V. eingetragen ist. Gründerin war Grete Häusler (1922–2007), Grönings Mitarbeiterin seit 1950, die den Verein bis zu ihrem Tod leitete. Sabine Riede, Leiterin des Vereins Sekten-Info Essen, bezeichnete sie als „autoritäre Führungspersönlichkeit“.[30]
- Vom Bruno Gröning-Freundeskreis trennte sich später der Informationskreis: Leben und Lehre Bruno Grönings e. V. Ein Grund war nach Angaben des Informationskreises der Beschluss des Bruno Gröning-Freundeskreises, alle Passagen aus Grönings Vorträgen zu streichen, in denen er über Christus sprach und sich zu Christus und seiner Lehre bekannte, um „auf diese Weise es Moslems leichter [zu] machen“; darin sah der Informationskreis eine unnötige Selbstzensur.[31] Außerdem lehnt er auch den Personenkult um Gröning entschieden ab.
- Andere unabhängige Gröning-Gemeinschaften, die keiner der obigen Organisationen angehören, wurden außer in Deutschland auch in Dänemark, Österreich, Spanien und Australien gegründet.

## Rezeption als Sekte
Grönings Auftreten und die sich auf ihn berufenden Gruppen, die sich nach seinem Tod etablierten, werden von Kirchenvertretern als esoterisch eingestuft und als Sekte beurteilt. Ihre Empfehlungen an Schwerkranke würden diese in Lebensgefahr bringen.
Der Religionspsychologe Michael Utsch von der Evangelischen Zentralstelle für Weltanschauungsfragen sieht in der Krankheitsbehandlung der Gröningbewegung „gefährliche Irreführung“, die lebensgefährlich werden könne.

„Kritiker kreiden der Sekte an, dass medizinische Argumente für die so genannte ‚Ärztegruppe des Freundeskreises‘ nicht relevant sind, was im Einzelfall Leib und Leben des Erkrankten gefährden könne. Gröning-Anhänger sagen, dass der Kranke seinen Kampf um die Gesundheit auf einer rein geistigen Ebene führe. […] Ebenfalls bedenklich stimmen die Kritiker der Sekte die ständigen Ermahnungen, dass negative Einstellungen, Kritik und Zweifel, ja sogar der Kontakt mit anders Denkenden für den Heilungsprozess schädlich seien. Das führe in der Praxis oft zu einer oft gefährlichen Isolation des Erkrankten, zerstöre ganze Familien.“

## Filme
- Rolf Engler: Gröning. Bundesrepublik Deutschland 1949, verschollener Dokumentarfilm
- Thomas Busse: Das Phänomen Bruno Gröning. BRD 2003, Bruno Gröning-Freundeskreis, online auf YouTube verfügbar: Teil 1,Teil 2,Teil 3
- 24.01.2025 Dokumentarfilm   "An der Seite Bruno Grönings":  Video auf YouTube. Hier berichtet die Gründerin des Freundeskreises Frau Grete Häusler, wie  sie die Zeit mit Bruno Gröning erlebt hat.